# Klaus Koenen
Klaus Koenen (* 1956 in Köln) ist ein deutscher evangelischer Theologe und emeritierter Professor für Altes Testament in Köln.

## Lebenslauf
Der Sohn Ludwig Koenens machte 1975 am Kölner Dreikönigsgymnasium (altsprachlicher Zweig) Abitur und studierte von 1975 bis 1982 Religionswissenschaften und evangelische Theologie in Ann Arbor und Bonn. Er legte 1982 das kirchliche Examen bei der Evangelischen Kirche im Rheinland ab. Von 1982 bis 1989 wirkte er als wissenschaftlicher Mitarbeiter in Tübingen und studierte zusätzlich Altorientalistik und Ägyptologie.
Bei der Grabung auf Tell el-Oreme arbeitete er 1983 mit. Er hatte 1984 ein Stipendium für den Lehrkurs des Deutschen Palästinavereins in Israel und Jordanien. Nach der Promotion 1987 in Tübingen war er 1989 Dozent am Ecumenical Institut Tantur bei Jerusalem und von 1989 bis 1995 Hochschulassistent in Bonn. Nach seiner Habilitation 1993 in Bonn war er 1994 Arealleiter auf Tell el-Oreme. Er hatte Gastprofessuren 1995 in Kiel, 1995–1996 in Heidelberg und 1996–1997 in Essen (3 Semester) sowie 1998–1999 in Heidelberg (3 Semester) inne. Er war 1999 Dozent an der Dormitio-Abtei in Jerusalem.
Von 1999 bis 2022 lehrte er als Professor am Institut der Evangelischen Theologie der Philosophischen Fakultät an der Universität zu Köln. Seine hauptsächlichen Forschungsgebiete sind Prophetie, Psalmen, Palästinakunde, Religionsgeschichte und Klagelieder Jeremias. 2004 begründetet er zudem WiBiLex, dessen Mitherausgeber er bis 2022 war. Zahlreiche Artikel im WiBiLex stammen aus seiner Feder. Koenen trat 2022 in den Ruhestand.

## Schriften (Auswahl)
- Ethik und Eschatologie im Tritojesajabuch. Eine literarkritische und redaktionsgeschichtliche Studie (= Wissenschaftliche Monographien zum Alten und Neuen Testament. Band 62). Neukirchener Verlag, Neukirchen-Vluyn 1990, ISBN 3-7887-1308-9 (zugleich Dissertation, Tübingen 1987).
- Heil den Gerechten – Unheil den Sündern! Ein Beitrag zur Theologie der Prophetenbücher (= Beihefte zur Zeitschrift für die alttestamentliche Wissenschaft. Band 229). De Gruyter, Berlin/New York 1994, ISBN 3-11-014376-3 (zugleich Habilitationsschrift, Bonn 1994).
- Jahwe wird kommen, zu herrschen über die Erde. Psalm 90–110 als Komposition (= Bonner Biblische Beiträge. Band 101). Beltz, Athenäum, Weinheim 1995, ISBN 3-89547-091-0.
- Gottesworte in den Psalmen. Eine formgeschichtliche Studie (= Biblisch-theologische Studien. Band 30). Neukirchener Verlag, Neukirchen-Vluyn 1996, ISBN 3-7887-1607-X.
- Unter dem Dröhnen der Kanonen. Arbeiten zum Alten Testament aus der Zeit des Zweiten Weltkriegs. Neukirchener Verlag, Neukirchen-Vluyn 1998, ISBN 3-7887-1656-8.
- als Herausgeber mit Jörg Barthel und Hannelore Jauss: Hans-Jürgen Hermisson: Studien zur Prophetie und Weisheit (= Forschungen zum Alten Testament. Band 23). Mohr Siebeck, Tübingen 1998, ISBN 3-16-146966-6.
- mit Roman Kühschelm: Zeitenwende. Perspektiven des Alten und Neuen Testaments (= Die neue Echter-Bibel. Themen . Band 2). Echter, Würzburg 1999, ISBN 3-429-02146-4.
  - Juliusz Zychowicz (Übersetzer): mit Roman Kühschelm: Przełom czasów. Z perspektywy Starego u Nowego Testamentu. Wydawnictwo WAM, Krakau 2001, ISBN 83-7097-895-9.
  - Romeo Fabbri (Übersetzer): mit Roman Kühschelm: La fine dei tempi. Escatologia tra presente e futuro (= Collana Biblica. Sezione I temi della Bibbia. Band 2). EDB, Bologna 2001, ISBN 88-10-22104-4.
- Bethel. Geschichte, Kult und Theologie (= Orbis biblicus et orientalis. Band 192). Universitätsverlag/Vandenhoeck und Ruprecht, Fribourg/Göttingen 2003, ISBN 3-7278-1432-2, doi:10.5167/uzh-151635.
- Die Klagelieder Jeremias. Eine Rezeptionsgeschichte (= Biblisch-theologische Studien. Band 143). Neukirchener Verlag, Neukirchen-Vluyn 2013, ISBN 3-7887-2769-1.
- Klagelieder (Threni) (= Biblischer Kommentar – Altes Testament. Band 20). Neukirchener Verlag, Neukirchen-Vluyn 2015, ISBN 3-7887-2813-2.